# Защита Фишера
Защи́та Фи́шера — шахматный дебют, разновидность принятого королевского гамбита, начинающаяся ходами: 
 1. e2-e4 e7-e5 
 2. f2-f4 e5:f4 
 3. Кg1-f3 d7-d6.

## История
Дебют назван по имени американского шахматиста, одиннадцатого чемпиона мира Роберта Фишера (1943—2008), в то же время ход 3. …d7-d6 был известен ранее.
В 1960 году юный Фишер потерпел поражение от Бориса Спасского, применившего против американского оппонента гамбит Кизерицкого. Раздосадованный Фишер приступил к анализу позиции в партии, стремясь найти эффективную защиту против планов белых, а в 1961 году в журнале American Chess Quarterly опубликовал статью «Опровержение королевского гамбита» (англ. A Bust to the King's Gambit), где рекомендовал ход 3. …d7-d6. Статья приобрела широкую популярность, а за дебютом утвердилось название «Защита Фишера».

## Идеи дебюта
По аналогии с защитой Беккера, чёрные стремятся перейти к классическим построениям гамбита коня с ходом g7-g5, но при этом уклониться от острых вариантов гамбита Кизерицкого — ход 3. …d7-d6 позволяет предотвратить выпад белого коня Кf3-e5. Белым для получения дебютного преимущества следует действовать энергично.

## Варианты
|   | a | b | c | d | e | f | g | h |   |
| - | --- | --- | --- | --- | --- | --- | --- | --- | - |
| 8 | a8 чёрная ладья · b8 чёрный конь · c8 чёрный слон · d8 чёрный ферзь · e8 чёрный король · f8 чёрный слон · g8 чёрный конь · h8 чёрная ладья · a7 чёрная пешка · b7 чёрная пешка · c7 чёрная пешка · f7 чёрная пешка · h7 чёрная пешка · d6 чёрная пешка · d4 белая пешка · e4 белая пешка · f4 чёрная пешка · g4 чёрная пешка · h4 белая пешка · a2 белая пешка · b2 белая пешка · c2 белая пешка · g2 белая пешка · a1 белая ладья · b1 белый конь · c1 белый слон · d1 белый ферзь · e1 белый король · f1 белый слон · g1 белый конь · h1 белая ладья | a8 чёрная ладья · b8 чёрный конь · c8 чёрный слон · d8 чёрный ферзь · e8 чёрный король · f8 чёрный слон · g8 чёрный конь · h8 чёрная ладья · a7 чёрная пешка · b7 чёрная пешка · c7 чёрная пешка · f7 чёрная пешка · h7 чёрная пешка · d6 чёрная пешка · d4 белая пешка · e4 белая пешка · f4 чёрная пешка · g4 чёрная пешка · h4 белая пешка · a2 белая пешка · b2 белая пешка · c2 белая пешка · g2 белая пешка · a1 белая ладья · b1 белый конь · c1 белый слон · d1 белый ферзь · e1 белый король · f1 белый слон · g1 белый конь · h1 белая ладья | a8 чёрная ладья · b8 чёрный конь · c8 чёрный слон · d8 чёрный ферзь · e8 чёрный король · f8 чёрный слон · g8 чёрный конь · h8 чёрная ладья · a7 чёрная пешка · b7 чёрная пешка · c7 чёрная пешка · f7 чёрная пешка · h7 чёрная пешка · d6 чёрная пешка · d4 белая пешка · e4 белая пешка · f4 чёрная пешка · g4 чёрная пешка · h4 белая пешка · a2 белая пешка · b2 белая пешка · c2 белая пешка · g2 белая пешка · a1 белая ладья · b1 белый конь · c1 белый слон · d1 белый ферзь · e1 белый король · f1 белый слон · g1 белый конь · h1 белая ладья | a8 чёрная ладья · b8 чёрный конь · c8 чёрный слон · d8 чёрный ферзь · e8 чёрный король · f8 чёрный слон · g8 чёрный конь · h8 чёрная ладья · a7 чёрная пешка · b7 чёрная пешка · c7 чёрная пешка · f7 чёрная пешка · h7 чёрная пешка · d6 чёрная пешка · d4 белая пешка · e4 белая пешка · f4 чёрная пешка · g4 чёрная пешка · h4 белая пешка · a2 белая пешка · b2 белая пешка · c2 белая пешка · g2 белая пешка · a1 белая ладья · b1 белый конь · c1 белый слон · d1 белый ферзь · e1 белый король · f1 белый слон · g1 белый конь · h1 белая ладья | a8 чёрная ладья · b8 чёрный конь · c8 чёрный слон · d8 чёрный ферзь · e8 чёрный король · f8 чёрный слон · g8 чёрный конь · h8 чёрная ладья · a7 чёрная пешка · b7 чёрная пешка · c7 чёрная пешка · f7 чёрная пешка · h7 чёрная пешка · d6 чёрная пешка · d4 белая пешка · e4 белая пешка · f4 чёрная пешка · g4 чёрная пешка · h4 белая пешка · a2 белая пешка · b2 белая пешка · c2 белая пешка · g2 белая пешка · a1 белая ладья · b1 белый конь · c1 белый слон · d1 белый ферзь · e1 белый король · f1 белый слон · g1 белый конь · h1 белая ладья | a8 чёрная ладья · b8 чёрный конь · c8 чёрный слон · d8 чёрный ферзь · e8 чёрный король · f8 чёрный слон · g8 чёрный конь · h8 чёрная ладья · a7 чёрная пешка · b7 чёрная пешка · c7 чёрная пешка · f7 чёрная пешка · h7 чёрная пешка · d6 чёрная пешка · d4 белая пешка · e4 белая пешка · f4 чёрная пешка · g4 чёрная пешка · h4 белая пешка · a2 белая пешка · b2 белая пешка · c2 белая пешка · g2 белая пешка · a1 белая ладья · b1 белый конь · c1 белый слон · d1 белый ферзь · e1 белый король · f1 белый слон · g1 белый конь · h1 белая ладья | a8 чёрная ладья · b8 чёрный конь · c8 чёрный слон · d8 чёрный ферзь · e8 чёрный король · f8 чёрный слон · g8 чёрный конь · h8 чёрная ладья · a7 чёрная пешка · b7 чёрная пешка · c7 чёрная пешка · f7 чёрная пешка · h7 чёрная пешка · d6 чёрная пешка · d4 белая пешка · e4 белая пешка · f4 чёрная пешка · g4 чёрная пешка · h4 белая пешка · a2 белая пешка · b2 белая пешка · c2 белая пешка · g2 белая пешка · a1 белая ладья · b1 белый конь · c1 белый слон · d1 белый ферзь · e1 белый король · f1 белый слон · g1 белый конь · h1 белая ладья | a8 чёрная ладья · b8 чёрный конь · c8 чёрный слон · d8 чёрный ферзь · e8 чёрный король · f8 чёрный слон · g8 чёрный конь · h8 чёрная ладья · a7 чёрная пешка · b7 чёрная пешка · c7 чёрная пешка · f7 чёрная пешка · h7 чёрная пешка · d6 чёрная пешка · d4 белая пешка · e4 белая пешка · f4 чёрная пешка · g4 чёрная пешка · h4 белая пешка · a2 белая пешка · b2 белая пешка · c2 белая пешка · g2 белая пешка · a1 белая ладья · b1 белый конь · c1 белый слон · d1 белый ферзь · e1 белый король · f1 белый слон · g1 белый конь · h1 белая ладья | 8 |
| 7 | a8 чёрная ладья · b8 чёрный конь · c8 чёрный слон · d8 чёрный ферзь · e8 чёрный король · f8 чёрный слон · g8 чёрный конь · h8 чёрная ладья · a7 чёрная пешка · b7 чёрная пешка · c7 чёрная пешка · f7 чёрная пешка · h7 чёрная пешка · d6 чёрная пешка · d4 белая пешка · e4 белая пешка · f4 чёрная пешка · g4 чёрная пешка · h4 белая пешка · a2 белая пешка · b2 белая пешка · c2 белая пешка · g2 белая пешка · a1 белая ладья · b1 белый конь · c1 белый слон · d1 белый ферзь · e1 белый король · f1 белый слон · g1 белый конь · h1 белая ладья | a8 чёрная ладья · b8 чёрный конь · c8 чёрный слон · d8 чёрный ферзь · e8 чёрный король · f8 чёрный слон · g8 чёрный конь · h8 чёрная ладья · a7 чёрная пешка · b7 чёрная пешка · c7 чёрная пешка · f7 чёрная пешка · h7 чёрная пешка · d6 чёрная пешка · d4 белая пешка · e4 белая пешка · f4 чёрная пешка · g4 чёрная пешка · h4 белая пешка · a2 белая пешка · b2 белая пешка · c2 белая пешка · g2 белая пешка · a1 белая ладья · b1 белый конь · c1 белый слон · d1 белый ферзь · e1 белый король · f1 белый слон · g1 белый конь · h1 белая ладья | a8 чёрная ладья · b8 чёрный конь · c8 чёрный слон · d8 чёрный ферзь · e8 чёрный король · f8 чёрный слон · g8 чёрный конь · h8 чёрная ладья · a7 чёрная пешка · b7 чёрная пешка · c7 чёрная пешка · f7 чёрная пешка · h7 чёрная пешка · d6 чёрная пешка · d4 белая пешка · e4 белая пешка · f4 чёрная пешка · g4 чёрная пешка · h4 белая пешка · a2 белая пешка · b2 белая пешка · c2 белая пешка · g2 белая пешка · a1 белая ладья · b1 белый конь · c1 белый слон · d1 белый ферзь · e1 белый король · f1 белый слон · g1 белый конь · h1 белая ладья | a8 чёрная ладья · b8 чёрный конь · c8 чёрный слон · d8 чёрный ферзь · e8 чёрный король · f8 чёрный слон · g8 чёрный конь · h8 чёрная ладья · a7 чёрная пешка · b7 чёрная пешка · c7 чёрная пешка · f7 чёрная пешка · h7 чёрная пешка · d6 чёрная пешка · d4 белая пешка · e4 белая пешка · f4 чёрная пешка · g4 чёрная пешка · h4 белая пешка · a2 белая пешка · b2 белая пешка · c2 белая пешка · g2 белая пешка · a1 белая ладья · b1 белый конь · c1 белый слон · d1 белый ферзь · e1 белый король · f1 белый слон · g1 белый конь · h1 белая ладья | a8 чёрная ладья · b8 чёрный конь · c8 чёрный слон · d8 чёрный ферзь · e8 чёрный король · f8 чёрный слон · g8 чёрный конь · h8 чёрная ладья · a7 чёрная пешка · b7 чёрная пешка · c7 чёрная пешка · f7 чёрная пешка · h7 чёрная пешка · d6 чёрная пешка · d4 белая пешка · e4 белая пешка · f4 чёрная пешка · g4 чёрная пешка · h4 белая пешка · a2 белая пешка · b2 белая пешка · c2 белая пешка · g2 белая пешка · a1 белая ладья · b1 белый конь · c1 белый слон · d1 белый ферзь · e1 белый король · f1 белый слон · g1 белый конь · h1 белая ладья | a8 чёрная ладья · b8 чёрный конь · c8 чёрный слон · d8 чёрный ферзь · e8 чёрный король · f8 чёрный слон · g8 чёрный конь · h8 чёрная ладья · a7 чёрная пешка · b7 чёрная пешка · c7 чёрная пешка · f7 чёрная пешка · h7 чёрная пешка · d6 чёрная пешка · d4 белая пешка · e4 белая пешка · f4 чёрная пешка · g4 чёрная пешка · h4 белая пешка · a2 белая пешка · b2 белая пешка · c2 белая пешка · g2 белая пешка · a1 белая ладья · b1 белый конь · c1 белый слон · d1 белый ферзь · e1 белый король · f1 белый слон · g1 белый конь · h1 белая ладья | a8 чёрная ладья · b8 чёрный конь · c8 чёрный слон · d8 чёрный ферзь · e8 чёрный король · f8 чёрный слон · g8 чёрный конь · h8 чёрная ладья · a7 чёрная пешка · b7 чёрная пешка · c7 чёрная пешка · f7 чёрная пешка · h7 чёрная пешка · d6 чёрная пешка · d4 белая пешка · e4 белая пешка · f4 чёрная пешка · g4 чёрная пешка · h4 белая пешка · a2 белая пешка · b2 белая пешка · c2 белая пешка · g2 белая пешка · a1 белая ладья · b1 белый конь · c1 белый слон · d1 белый ферзь · e1 белый король · f1 белый слон · g1 белый конь · h1 белая ладья | a8 чёрная ладья · b8 чёрный конь · c8 чёрный слон · d8 чёрный ферзь · e8 чёрный король · f8 чёрный слон · g8 чёрный конь · h8 чёрная ладья · a7 чёрная пешка · b7 чёрная пешка · c7 чёрная пешка · f7 чёрная пешка · h7 чёрная пешка · d6 чёрная пешка · d4 белая пешка · e4 белая пешка · f4 чёрная пешка · g4 чёрная пешка · h4 белая пешка · a2 белая пешка · b2 белая пешка · c2 белая пешка · g2 белая пешка · a1 белая ладья · b1 белый конь · c1 белый слон · d1 белый ферзь · e1 белый король · f1 белый слон · g1 белый конь · h1 белая ладья | 7 |
| 6 | a8 чёрная ладья · b8 чёрный конь · c8 чёрный слон · d8 чёрный ферзь · e8 чёрный король · f8 чёрный слон · g8 чёрный конь · h8 чёрная ладья · a7 чёрная пешка · b7 чёрная пешка · c7 чёрная пешка · f7 чёрная пешка · h7 чёрная пешка · d6 чёрная пешка · d4 белая пешка · e4 белая пешка · f4 чёрная пешка · g4 чёрная пешка · h4 белая пешка · a2 белая пешка · b2 белая пешка · c2 белая пешка · g2 белая пешка · a1 белая ладья · b1 белый конь · c1 белый слон · d1 белый ферзь · e1 белый король · f1 белый слон · g1 белый конь · h1 белая ладья | a8 чёрная ладья · b8 чёрный конь · c8 чёрный слон · d8 чёрный ферзь · e8 чёрный король · f8 чёрный слон · g8 чёрный конь · h8 чёрная ладья · a7 чёрная пешка · b7 чёрная пешка · c7 чёрная пешка · f7 чёрная пешка · h7 чёрная пешка · d6 чёрная пешка · d4 белая пешка · e4 белая пешка · f4 чёрная пешка · g4 чёрная пешка · h4 белая пешка · a2 белая пешка · b2 белая пешка · c2 белая пешка · g2 белая пешка · a1 белая ладья · b1 белый конь · c1 белый слон · d1 белый ферзь · e1 белый король · f1 белый слон · g1 белый конь · h1 белая ладья | a8 чёрная ладья · b8 чёрный конь · c8 чёрный слон · d8 чёрный ферзь · e8 чёрный король · f8 чёрный слон · g8 чёрный конь · h8 чёрная ладья · a7 чёрная пешка · b7 чёрная пешка · c7 чёрная пешка · f7 чёрная пешка · h7 чёрная пешка · d6 чёрная пешка · d4 белая пешка · e4 белая пешка · f4 чёрная пешка · g4 чёрная пешка · h4 белая пешка · a2 белая пешка · b2 белая пешка · c2 белая пешка · g2 белая пешка · a1 белая ладья · b1 белый конь · c1 белый слон · d1 белый ферзь · e1 белый король · f1 белый слон · g1 белый конь · h1 белая ладья | a8 чёрная ладья · b8 чёрный конь · c8 чёрный слон · d8 чёрный ферзь · e8 чёрный король · f8 чёрный слон · g8 чёрный конь · h8 чёрная ладья · a7 чёрная пешка · b7 чёрная пешка · c7 чёрная пешка · f7 чёрная пешка · h7 чёрная пешка · d6 чёрная пешка · d4 белая пешка · e4 белая пешка · f4 чёрная пешка · g4 чёрная пешка · h4 белая пешка · a2 белая пешка · b2 белая пешка · c2 белая пешка · g2 белая пешка · a1 белая ладья · b1 белый конь · c1 белый слон · d1 белый ферзь · e1 белый король · f1 белый слон · g1 белый конь · h1 белая ладья | a8 чёрная ладья · b8 чёрный конь · c8 чёрный слон · d8 чёрный ферзь · e8 чёрный король · f8 чёрный слон · g8 чёрный конь · h8 чёрная ладья · a7 чёрная пешка · b7 чёрная пешка · c7 чёрная пешка · f7 чёрная пешка · h7 чёрная пешка · d6 чёрная пешка · d4 белая пешка · e4 белая пешка · f4 чёрная пешка · g4 чёрная пешка · h4 белая пешка · a2 белая пешка · b2 белая пешка · c2 белая пешка · g2 белая пешка · a1 белая ладья · b1 белый конь · c1 белый слон · d1 белый ферзь · e1 белый король · f1 белый слон · g1 белый конь · h1 белая ладья | a8 чёрная ладья · b8 чёрный конь · c8 чёрный слон · d8 чёрный ферзь · e8 чёрный король · f8 чёрный слон · g8 чёрный конь · h8 чёрная ладья · a7 чёрная пешка · b7 чёрная пешка · c7 чёрная пешка · f7 чёрная пешка · h7 чёрная пешка · d6 чёрная пешка · d4 белая пешка · e4 белая пешка · f4 чёрная пешка · g4 чёрная пешка · h4 белая пешка · a2 белая пешка · b2 белая пешка · c2 белая пешка · g2 белая пешка · a1 белая ладья · b1 белый конь · c1 белый слон · d1 белый ферзь · e1 белый король · f1 белый слон · g1 белый конь · h1 белая ладья | a8 чёрная ладья · b8 чёрный конь · c8 чёрный слон · d8 чёрный ферзь · e8 чёрный король · f8 чёрный слон · g8 чёрный конь · h8 чёрная ладья · a7 чёрная пешка · b7 чёрная пешка · c7 чёрная пешка · f7 чёрная пешка · h7 чёрная пешка · d6 чёрная пешка · d4 белая пешка · e4 белая пешка · f4 чёрная пешка · g4 чёрная пешка · h4 белая пешка · a2 белая пешка · b2 белая пешка · c2 белая пешка · g2 белая пешка · a1 белая ладья · b1 белый конь · c1 белый слон · d1 белый ферзь · e1 белый король · f1 белый слон · g1 белый конь · h1 белая ладья | a8 чёрная ладья · b8 чёрный конь · c8 чёрный слон · d8 чёрный ферзь · e8 чёрный король · f8 чёрный слон · g8 чёрный конь · h8 чёрная ладья · a7 чёрная пешка · b7 чёрная пешка · c7 чёрная пешка · f7 чёрная пешка · h7 чёрная пешка · d6 чёрная пешка · d4 белая пешка · e4 белая пешка · f4 чёрная пешка · g4 чёрная пешка · h4 белая пешка · a2 белая пешка · b2 белая пешка · c2 белая пешка · g2 белая пешка · a1 белая ладья · b1 белый конь · c1 белый слон · d1 белый ферзь · e1 белый король · f1 белый слон · g1 белый конь · h1 белая ладья | 6 |
| 5 | a8 чёрная ладья · b8 чёрный конь · c8 чёрный слон · d8 чёрный ферзь · e8 чёрный король · f8 чёрный слон · g8 чёрный конь · h8 чёрная ладья · a7 чёрная пешка · b7 чёрная пешка · c7 чёрная пешка · f7 чёрная пешка · h7 чёрная пешка · d6 чёрная пешка · d4 белая пешка · e4 белая пешка · f4 чёрная пешка · g4 чёрная пешка · h4 белая пешка · a2 белая пешка · b2 белая пешка · c2 белая пешка · g2 белая пешка · a1 белая ладья · b1 белый конь · c1 белый слон · d1 белый ферзь · e1 белый король · f1 белый слон · g1 белый конь · h1 белая ладья | a8 чёрная ладья · b8 чёрный конь · c8 чёрный слон · d8 чёрный ферзь · e8 чёрный король · f8 чёрный слон · g8 чёрный конь · h8 чёрная ладья · a7 чёрная пешка · b7 чёрная пешка · c7 чёрная пешка · f7 чёрная пешка · h7 чёрная пешка · d6 чёрная пешка · d4 белая пешка · e4 белая пешка · f4 чёрная пешка · g4 чёрная пешка · h4 белая пешка · a2 белая пешка · b2 белая пешка · c2 белая пешка · g2 белая пешка · a1 белая ладья · b1 белый конь · c1 белый слон · d1 белый ферзь · e1 белый король · f1 белый слон · g1 белый конь · h1 белая ладья | a8 чёрная ладья · b8 чёрный конь · c8 чёрный слон · d8 чёрный ферзь · e8 чёрный король · f8 чёрный слон · g8 чёрный конь · h8 чёрная ладья · a7 чёрная пешка · b7 чёрная пешка · c7 чёрная пешка · f7 чёрная пешка · h7 чёрная пешка · d6 чёрная пешка · d4 белая пешка · e4 белая пешка · f4 чёрная пешка · g4 чёрная пешка · h4 белая пешка · a2 белая пешка · b2 белая пешка · c2 белая пешка · g2 белая пешка · a1 белая ладья · b1 белый конь · c1 белый слон · d1 белый ферзь · e1 белый король · f1 белый слон · g1 белый конь · h1 белая ладья | a8 чёрная ладья · b8 чёрный конь · c8 чёрный слон · d8 чёрный ферзь · e8 чёрный король · f8 чёрный слон · g8 чёрный конь · h8 чёрная ладья · a7 чёрная пешка · b7 чёрная пешка · c7 чёрная пешка · f7 чёрная пешка · h7 чёрная пешка · d6 чёрная пешка · d4 белая пешка · e4 белая пешка · f4 чёрная пешка · g4 чёрная пешка · h4 белая пешка · a2 белая пешка · b2 белая пешка · c2 белая пешка · g2 белая пешка · a1 белая ладья · b1 белый конь · c1 белый слон · d1 белый ферзь · e1 белый король · f1 белый слон · g1 белый конь · h1 белая ладья | a8 чёрная ладья · b8 чёрный конь · c8 чёрный слон · d8 чёрный ферзь · e8 чёрный король · f8 чёрный слон · g8 чёрный конь · h8 чёрная ладья · a7 чёрная пешка · b7 чёрная пешка · c7 чёрная пешка · f7 чёрная пешка · h7 чёрная пешка · d6 чёрная пешка · d4 белая пешка · e4 белая пешка · f4 чёрная пешка · g4 чёрная пешка · h4 белая пешка · a2 белая пешка · b2 белая пешка · c2 белая пешка · g2 белая пешка · a1 белая ладья · b1 белый конь · c1 белый слон · d1 белый ферзь · e1 белый король · f1 белый слон · g1 белый конь · h1 белая ладья | a8 чёрная ладья · b8 чёрный конь · c8 чёрный слон · d8 чёрный ферзь · e8 чёрный король · f8 чёрный слон · g8 чёрный конь · h8 чёрная ладья · a7 чёрная пешка · b7 чёрная пешка · c7 чёрная пешка · f7 чёрная пешка · h7 чёрная пешка · d6 чёрная пешка · d4 белая пешка · e4 белая пешка · f4 чёрная пешка · g4 чёрная пешка · h4 белая пешка · a2 белая пешка · b2 белая пешка · c2 белая пешка · g2 белая пешка · a1 белая ладья · b1 белый конь · c1 белый слон · d1 белый ферзь · e1 белый король · f1 белый слон · g1 белый конь · h1 белая ладья | a8 чёрная ладья · b8 чёрный конь · c8 чёрный слон · d8 чёрный ферзь · e8 чёрный король · f8 чёрный слон · g8 чёрный конь · h8 чёрная ладья · a7 чёрная пешка · b7 чёрная пешка · c7 чёрная пешка · f7 чёрная пешка · h7 чёрная пешка · d6 чёрная пешка · d4 белая пешка · e4 белая пешка · f4 чёрная пешка · g4 чёрная пешка · h4 белая пешка · a2 белая пешка · b2 белая пешка · c2 белая пешка · g2 белая пешка · a1 белая ладья · b1 белый конь · c1 белый слон · d1 белый ферзь · e1 белый король · f1 белый слон · g1 белый конь · h1 белая ладья | a8 чёрная ладья · b8 чёрный конь · c8 чёрный слон · d8 чёрный ферзь · e8 чёрный король · f8 чёрный слон · g8 чёрный конь · h8 чёрная ладья · a7 чёрная пешка · b7 чёрная пешка · c7 чёрная пешка · f7 чёрная пешка · h7 чёрная пешка · d6 чёрная пешка · d4 белая пешка · e4 белая пешка · f4 чёрная пешка · g4 чёрная пешка · h4 белая пешка · a2 белая пешка · b2 белая пешка · c2 белая пешка · g2 белая пешка · a1 белая ладья · b1 белый конь · c1 белый слон · d1 белый ферзь · e1 белый король · f1 белый слон · g1 белый конь · h1 белая ладья | 5 |
| 4 | a8 чёрная ладья · b8 чёрный конь · c8 чёрный слон · d8 чёрный ферзь · e8 чёрный король · f8 чёрный слон · g8 чёрный конь · h8 чёрная ладья · a7 чёрная пешка · b7 чёрная пешка · c7 чёрная пешка · f7 чёрная пешка · h7 чёрная пешка · d6 чёрная пешка · d4 белая пешка · e4 белая пешка · f4 чёрная пешка · g4 чёрная пешка · h4 белая пешка · a2 белая пешка · b2 белая пешка · c2 белая пешка · g2 белая пешка · a1 белая ладья · b1 белый конь · c1 белый слон · d1 белый ферзь · e1 белый король · f1 белый слон · g1 белый конь · h1 белая ладья | a8 чёрная ладья · b8 чёрный конь · c8 чёрный слон · d8 чёрный ферзь · e8 чёрный король · f8 чёрный слон · g8 чёрный конь · h8 чёрная ладья · a7 чёрная пешка · b7 чёрная пешка · c7 чёрная пешка · f7 чёрная пешка · h7 чёрная пешка · d6 чёрная пешка · d4 белая пешка · e4 белая пешка · f4 чёрная пешка · g4 чёрная пешка · h4 белая пешка · a2 белая пешка · b2 белая пешка · c2 белая пешка · g2 белая пешка · a1 белая ладья · b1 белый конь · c1 белый слон · d1 белый ферзь · e1 белый король · f1 белый слон · g1 белый конь · h1 белая ладья | a8 чёрная ладья · b8 чёрный конь · c8 чёрный слон · d8 чёрный ферзь · e8 чёрный король · f8 чёрный слон · g8 чёрный конь · h8 чёрная ладья · a7 чёрная пешка · b7 чёрная пешка · c7 чёрная пешка · f7 чёрная пешка · h7 чёрная пешка · d6 чёрная пешка · d4 белая пешка · e4 белая пешка · f4 чёрная пешка · g4 чёрная пешка · h4 белая пешка · a2 белая пешка · b2 белая пешка · c2 белая пешка · g2 белая пешка · a1 белая ладья · b1 белый конь · c1 белый слон · d1 белый ферзь · e1 белый король · f1 белый слон · g1 белый конь · h1 белая ладья | a8 чёрная ладья · b8 чёрный конь · c8 чёрный слон · d8 чёрный ферзь · e8 чёрный король · f8 чёрный слон · g8 чёрный конь · h8 чёрная ладья · a7 чёрная пешка · b7 чёрная пешка · c7 чёрная пешка · f7 чёрная пешка · h7 чёрная пешка · d6 чёрная пешка · d4 белая пешка · e4 белая пешка · f4 чёрная пешка · g4 чёрная пешка · h4 белая пешка · a2 белая пешка · b2 белая пешка · c2 белая пешка · g2 белая пешка · a1 белая ладья · b1 белый конь · c1 белый слон · d1 белый ферзь · e1 белый король · f1 белый слон · g1 белый конь · h1 белая ладья | a8 чёрная ладья · b8 чёрный конь · c8 чёрный слон · d8 чёрный ферзь · e8 чёрный король · f8 чёрный слон · g8 чёрный конь · h8 чёрная ладья · a7 чёрная пешка · b7 чёрная пешка · c7 чёрная пешка · f7 чёрная пешка · h7 чёрная пешка · d6 чёрная пешка · d4 белая пешка · e4 белая пешка · f4 чёрная пешка · g4 чёрная пешка · h4 белая пешка · a2 белая пешка · b2 белая пешка · c2 белая пешка · g2 белая пешка · a1 белая ладья · b1 белый конь · c1 белый слон · d1 белый ферзь · e1 белый король · f1 белый слон · g1 белый конь · h1 белая ладья | a8 чёрная ладья · b8 чёрный конь · c8 чёрный слон · d8 чёрный ферзь · e8 чёрный король · f8 чёрный слон · g8 чёрный конь · h8 чёрная ладья · a7 чёрная пешка · b7 чёрная пешка · c7 чёрная пешка · f7 чёрная пешка · h7 чёрная пешка · d6 чёрная пешка · d4 белая пешка · e4 белая пешка · f4 чёрная пешка · g4 чёрная пешка · h4 белая пешка · a2 белая пешка · b2 белая пешка · c2 белая пешка · g2 белая пешка · a1 белая ладья · b1 белый конь · c1 белый слон · d1 белый ферзь · e1 белый король · f1 белый слон · g1 белый конь · h1 белая ладья | a8 чёрная ладья · b8 чёрный конь · c8 чёрный слон · d8 чёрный ферзь · e8 чёрный король · f8 чёрный слон · g8 чёрный конь · h8 чёрная ладья · a7 чёрная пешка · b7 чёрная пешка · c7 чёрная пешка · f7 чёрная пешка · h7 чёрная пешка · d6 чёрная пешка · d4 белая пешка · e4 белая пешка · f4 чёрная пешка · g4 чёрная пешка · h4 белая пешка · a2 белая пешка · b2 белая пешка · c2 белая пешка · g2 белая пешка · a1 белая ладья · b1 белый конь · c1 белый слон · d1 белый ферзь · e1 белый король · f1 белый слон · g1 белый конь · h1 белая ладья | a8 чёрная ладья · b8 чёрный конь · c8 чёрный слон · d8 чёрный ферзь · e8 чёрный король · f8 чёрный слон · g8 чёрный конь · h8 чёрная ладья · a7 чёрная пешка · b7 чёрная пешка · c7 чёрная пешка · f7 чёрная пешка · h7 чёрная пешка · d6 чёрная пешка · d4 белая пешка · e4 белая пешка · f4 чёрная пешка · g4 чёрная пешка · h4 белая пешка · a2 белая пешка · b2 белая пешка · c2 белая пешка · g2 белая пешка · a1 белая ладья · b1 белый конь · c1 белый слон · d1 белый ферзь · e1 белый король · f1 белый слон · g1 белый конь · h1 белая ладья | 4 |
| 3 | a8 чёрная ладья · b8 чёрный конь · c8 чёрный слон · d8 чёрный ферзь · e8 чёрный король · f8 чёрный слон · g8 чёрный конь · h8 чёрная ладья · a7 чёрная пешка · b7 чёрная пешка · c7 чёрная пешка · f7 чёрная пешка · h7 чёрная пешка · d6 чёрная пешка · d4 белая пешка · e4 белая пешка · f4 чёрная пешка · g4 чёрная пешка · h4 белая пешка · a2 белая пешка · b2 белая пешка · c2 белая пешка · g2 белая пешка · a1 белая ладья · b1 белый конь · c1 белый слон · d1 белый ферзь · e1 белый король · f1 белый слон · g1 белый конь · h1 белая ладья | a8 чёрная ладья · b8 чёрный конь · c8 чёрный слон · d8 чёрный ферзь · e8 чёрный король · f8 чёрный слон · g8 чёрный конь · h8 чёрная ладья · a7 чёрная пешка · b7 чёрная пешка · c7 чёрная пешка · f7 чёрная пешка · h7 чёрная пешка · d6 чёрная пешка · d4 белая пешка · e4 белая пешка · f4 чёрная пешка · g4 чёрная пешка · h4 белая пешка · a2 белая пешка · b2 белая пешка · c2 белая пешка · g2 белая пешка · a1 белая ладья · b1 белый конь · c1 белый слон · d1 белый ферзь · e1 белый король · f1 белый слон · g1 белый конь · h1 белая ладья | a8 чёрная ладья · b8 чёрный конь · c8 чёрный слон · d8 чёрный ферзь · e8 чёрный король · f8 чёрный слон · g8 чёрный конь · h8 чёрная ладья · a7 чёрная пешка · b7 чёрная пешка · c7 чёрная пешка · f7 чёрная пешка · h7 чёрная пешка · d6 чёрная пешка · d4 белая пешка · e4 белая пешка · f4 чёрная пешка · g4 чёрная пешка · h4 белая пешка · a2 белая пешка · b2 белая пешка · c2 белая пешка · g2 белая пешка · a1 белая ладья · b1 белый конь · c1 белый слон · d1 белый ферзь · e1 белый король · f1 белый слон · g1 белый конь · h1 белая ладья | a8 чёрная ладья · b8 чёрный конь · c8 чёрный слон · d8 чёрный ферзь · e8 чёрный король · f8 чёрный слон · g8 чёрный конь · h8 чёрная ладья · a7 чёрная пешка · b7 чёрная пешка · c7 чёрная пешка · f7 чёрная пешка · h7 чёрная пешка · d6 чёрная пешка · d4 белая пешка · e4 белая пешка · f4 чёрная пешка · g4 чёрная пешка · h4 белая пешка · a2 белая пешка · b2 белая пешка · c2 белая пешка · g2 белая пешка · a1 белая ладья · b1 белый конь · c1 белый слон · d1 белый ферзь · e1 белый король · f1 белый слон · g1 белый конь · h1 белая ладья | a8 чёрная ладья · b8 чёрный конь · c8 чёрный слон · d8 чёрный ферзь · e8 чёрный король · f8 чёрный слон · g8 чёрный конь · h8 чёрная ладья · a7 чёрная пешка · b7 чёрная пешка · c7 чёрная пешка · f7 чёрная пешка · h7 чёрная пешка · d6 чёрная пешка · d4 белая пешка · e4 белая пешка · f4 чёрная пешка · g4 чёрная пешка · h4 белая пешка · a2 белая пешка · b2 белая пешка · c2 белая пешка · g2 белая пешка · a1 белая ладья · b1 белый конь · c1 белый слон · d1 белый ферзь · e1 белый король · f1 белый слон · g1 белый конь · h1 белая ладья | a8 чёрная ладья · b8 чёрный конь · c8 чёрный слон · d8 чёрный ферзь · e8 чёрный король · f8 чёрный слон · g8 чёрный конь · h8 чёрная ладья · a7 чёрная пешка · b7 чёрная пешка · c7 чёрная пешка · f7 чёрная пешка · h7 чёрная пешка · d6 чёрная пешка · d4 белая пешка · e4 белая пешка · f4 чёрная пешка · g4 чёрная пешка · h4 белая пешка · a2 белая пешка · b2 белая пешка · c2 белая пешка · g2 белая пешка · a1 белая ладья · b1 белый конь · c1 белый слон · d1 белый ферзь · e1 белый король · f1 белый слон · g1 белый конь · h1 белая ладья | a8 чёрная ладья · b8 чёрный конь · c8 чёрный слон · d8 чёрный ферзь · e8 чёрный король · f8 чёрный слон · g8 чёрный конь · h8 чёрная ладья · a7 чёрная пешка · b7 чёрная пешка · c7 чёрная пешка · f7 чёрная пешка · h7 чёрная пешка · d6 чёрная пешка · d4 белая пешка · e4 белая пешка · f4 чёрная пешка · g4 чёрная пешка · h4 белая пешка · a2 белая пешка · b2 белая пешка · c2 белая пешка · g2 белая пешка · a1 белая ладья · b1 белый конь · c1 белый слон · d1 белый ферзь · e1 белый король · f1 белый слон · g1 белый конь · h1 белая ладья | a8 чёрная ладья · b8 чёрный конь · c8 чёрный слон · d8 чёрный ферзь · e8 чёрный король · f8 чёрный слон · g8 чёрный конь · h8 чёрная ладья · a7 чёрная пешка · b7 чёрная пешка · c7 чёрная пешка · f7 чёрная пешка · h7 чёрная пешка · d6 чёрная пешка · d4 белая пешка · e4 белая пешка · f4 чёрная пешка · g4 чёрная пешка · h4 белая пешка · a2 белая пешка · b2 белая пешка · c2 белая пешка · g2 белая пешка · a1 белая ладья · b1 белый конь · c1 белый слон · d1 белый ферзь · e1 белый король · f1 белый слон · g1 белый конь · h1 белая ладья | 3 |
| 2 | a8 чёрная ладья · b8 чёрный конь · c8 чёрный слон · d8 чёрный ферзь · e8 чёрный король · f8 чёрный слон · g8 чёрный конь · h8 чёрная ладья · a7 чёрная пешка · b7 чёрная пешка · c7 чёрная пешка · f7 чёрная пешка · h7 чёрная пешка · d6 чёрная пешка · d4 белая пешка · e4 белая пешка · f4 чёрная пешка · g4 чёрная пешка · h4 белая пешка · a2 белая пешка · b2 белая пешка · c2 белая пешка · g2 белая пешка · a1 белая ладья · b1 белый конь · c1 белый слон · d1 белый ферзь · e1 белый король · f1 белый слон · g1 белый конь · h1 белая ладья | a8 чёрная ладья · b8 чёрный конь · c8 чёрный слон · d8 чёрный ферзь · e8 чёрный король · f8 чёрный слон · g8 чёрный конь · h8 чёрная ладья · a7 чёрная пешка · b7 чёрная пешка · c7 чёрная пешка · f7 чёрная пешка · h7 чёрная пешка · d6 чёрная пешка · d4 белая пешка · e4 белая пешка · f4 чёрная пешка · g4 чёрная пешка · h4 белая пешка · a2 белая пешка · b2 белая пешка · c2 белая пешка · g2 белая пешка · a1 белая ладья · b1 белый конь · c1 белый слон · d1 белый ферзь · e1 белый король · f1 белый слон · g1 белый конь · h1 белая ладья | a8 чёрная ладья · b8 чёрный конь · c8 чёрный слон · d8 чёрный ферзь · e8 чёрный король · f8 чёрный слон · g8 чёрный конь · h8 чёрная ладья · a7 чёрная пешка · b7 чёрная пешка · c7 чёрная пешка · f7 чёрная пешка · h7 чёрная пешка · d6 чёрная пешка · d4 белая пешка · e4 белая пешка · f4 чёрная пешка · g4 чёрная пешка · h4 белая пешка · a2 белая пешка · b2 белая пешка · c2 белая пешка · g2 белая пешка · a1 белая ладья · b1 белый конь · c1 белый слон · d1 белый ферзь · e1 белый король · f1 белый слон · g1 белый конь · h1 белая ладья | a8 чёрная ладья · b8 чёрный конь · c8 чёрный слон · d8 чёрный ферзь · e8 чёрный король · f8 чёрный слон · g8 чёрный конь · h8 чёрная ладья · a7 чёрная пешка · b7 чёрная пешка · c7 чёрная пешка · f7 чёрная пешка · h7 чёрная пешка · d6 чёрная пешка · d4 белая пешка · e4 белая пешка · f4 чёрная пешка · g4 чёрная пешка · h4 белая пешка · a2 белая пешка · b2 белая пешка · c2 белая пешка · g2 белая пешка · a1 белая ладья · b1 белый конь · c1 белый слон · d1 белый ферзь · e1 белый король · f1 белый слон · g1 белый конь · h1 белая ладья | a8 чёрная ладья · b8 чёрный конь · c8 чёрный слон · d8 чёрный ферзь · e8 чёрный король · f8 чёрный слон · g8 чёрный конь · h8 чёрная ладья · a7 чёрная пешка · b7 чёрная пешка · c7 чёрная пешка · f7 чёрная пешка · h7 чёрная пешка · d6 чёрная пешка · d4 белая пешка · e4 белая пешка · f4 чёрная пешка · g4 чёрная пешка · h4 белая пешка · a2 белая пешка · b2 белая пешка · c2 белая пешка · g2 белая пешка · a1 белая ладья · b1 белый конь · c1 белый слон · d1 белый ферзь · e1 белый король · f1 белый слон · g1 белый конь · h1 белая ладья | a8 чёрная ладья · b8 чёрный конь · c8 чёрный слон · d8 чёрный ферзь · e8 чёрный король · f8 чёрный слон · g8 чёрный конь · h8 чёрная ладья · a7 чёрная пешка · b7 чёрная пешка · c7 чёрная пешка · f7 чёрная пешка · h7 чёрная пешка · d6 чёрная пешка · d4 белая пешка · e4 белая пешка · f4 чёрная пешка · g4 чёрная пешка · h4 белая пешка · a2 белая пешка · b2 белая пешка · c2 белая пешка · g2 белая пешка · a1 белая ладья · b1 белый конь · c1 белый слон · d1 белый ферзь · e1 белый король · f1 белый слон · g1 белый конь · h1 белая ладья | a8 чёрная ладья · b8 чёрный конь · c8 чёрный слон · d8 чёрный ферзь · e8 чёрный король · f8 чёрный слон · g8 чёрный конь · h8 чёрная ладья · a7 чёрная пешка · b7 чёрная пешка · c7 чёрная пешка · f7 чёрная пешка · h7 чёрная пешка · d6 чёрная пешка · d4 белая пешка · e4 белая пешка · f4 чёрная пешка · g4 чёрная пешка · h4 белая пешка · a2 белая пешка · b2 белая пешка · c2 белая пешка · g2 белая пешка · a1 белая ладья · b1 белый конь · c1 белый слон · d1 белый ферзь · e1 белый король · f1 белый слон · g1 белый конь · h1 белая ладья | a8 чёрная ладья · b8 чёрный конь · c8 чёрный слон · d8 чёрный ферзь · e8 чёрный король · f8 чёрный слон · g8 чёрный конь · h8 чёрная ладья · a7 чёрная пешка · b7 чёрная пешка · c7 чёрная пешка · f7 чёрная пешка · h7 чёрная пешка · d6 чёрная пешка · d4 белая пешка · e4 белая пешка · f4 чёрная пешка · g4 чёрная пешка · h4 белая пешка · a2 белая пешка · b2 белая пешка · c2 белая пешка · g2 белая пешка · a1 белая ладья · b1 белый конь · c1 белый слон · d1 белый ферзь · e1 белый король · f1 белый слон · g1 белый конь · h1 белая ладья | 2 |
| 1 | a8 чёрная ладья · b8 чёрный конь · c8 чёрный слон · d8 чёрный ферзь · e8 чёрный король · f8 чёрный слон · g8 чёрный конь · h8 чёрная ладья · a7 чёрная пешка · b7 чёрная пешка · c7 чёрная пешка · f7 чёрная пешка · h7 чёрная пешка · d6 чёрная пешка · d4 белая пешка · e4 белая пешка · f4 чёрная пешка · g4 чёрная пешка · h4 белая пешка · a2 белая пешка · b2 белая пешка · c2 белая пешка · g2 белая пешка · a1 белая ладья · b1 белый конь · c1 белый слон · d1 белый ферзь · e1 белый король · f1 белый слон · g1 белый конь · h1 белая ладья | a8 чёрная ладья · b8 чёрный конь · c8 чёрный слон · d8 чёрный ферзь · e8 чёрный король · f8 чёрный слон · g8 чёрный конь · h8 чёрная ладья · a7 чёрная пешка · b7 чёрная пешка · c7 чёрная пешка · f7 чёрная пешка · h7 чёрная пешка · d6 чёрная пешка · d4 белая пешка · e4 белая пешка · f4 чёрная пешка · g4 чёрная пешка · h4 белая пешка · a2 белая пешка · b2 белая пешка · c2 белая пешка · g2 белая пешка · a1 белая ладья · b1 белый конь · c1 белый слон · d1 белый ферзь · e1 белый король · f1 белый слон · g1 белый конь · h1 белая ладья | a8 чёрная ладья · b8 чёрный конь · c8 чёрный слон · d8 чёрный ферзь · e8 чёрный король · f8 чёрный слон · g8 чёрный конь · h8 чёрная ладья · a7 чёрная пешка · b7 чёрная пешка · c7 чёрная пешка · f7 чёрная пешка · h7 чёрная пешка · d6 чёрная пешка · d4 белая пешка · e4 белая пешка · f4 чёрная пешка · g4 чёрная пешка · h4 белая пешка · a2 белая пешка · b2 белая пешка · c2 белая пешка · g2 белая пешка · a1 белая ладья · b1 белый конь · c1 белый слон · d1 белый ферзь · e1 белый король · f1 белый слон · g1 белый конь · h1 белая ладья | a8 чёрная ладья · b8 чёрный конь · c8 чёрный слон · d8 чёрный ферзь · e8 чёрный король · f8 чёрный слон · g8 чёрный конь · h8 чёрная ладья · a7 чёрная пешка · b7 чёрная пешка · c7 чёрная пешка · f7 чёрная пешка · h7 чёрная пешка · d6 чёрная пешка · d4 белая пешка · e4 белая пешка · f4 чёрная пешка · g4 чёрная пешка · h4 белая пешка · a2 белая пешка · b2 белая пешка · c2 белая пешка · g2 белая пешка · a1 белая ладья · b1 белый конь · c1 белый слон · d1 белый ферзь · e1 белый король · f1 белый слон · g1 белый конь · h1 белая ладья | a8 чёрная ладья · b8 чёрный конь · c8 чёрный слон · d8 чёрный ферзь · e8 чёрный король · f8 чёрный слон · g8 чёрный конь · h8 чёрная ладья · a7 чёрная пешка · b7 чёрная пешка · c7 чёрная пешка · f7 чёрная пешка · h7 чёрная пешка · d6 чёрная пешка · d4 белая пешка · e4 белая пешка · f4 чёрная пешка · g4 чёрная пешка · h4 белая пешка · a2 белая пешка · b2 белая пешка · c2 белая пешка · g2 белая пешка · a1 белая ладья · b1 белый конь · c1 белый слон · d1 белый ферзь · e1 белый король · f1 белый слон · g1 белый конь · h1 белая ладья | a8 чёрная ладья · b8 чёрный конь · c8 чёрный слон · d8 чёрный ферзь · e8 чёрный король · f8 чёрный слон · g8 чёрный конь · h8 чёрная ладья · a7 чёрная пешка · b7 чёрная пешка · c7 чёрная пешка · f7 чёрная пешка · h7 чёрная пешка · d6 чёрная пешка · d4 белая пешка · e4 белая пешка · f4 чёрная пешка · g4 чёрная пешка · h4 белая пешка · a2 белая пешка · b2 белая пешка · c2 белая пешка · g2 белая пешка · a1 белая ладья · b1 белый конь · c1 белый слон · d1 белый ферзь · e1 белый король · f1 белый слон · g1 белый конь · h1 белая ладья | a8 чёрная ладья · b8 чёрный конь · c8 чёрный слон · d8 чёрный ферзь · e8 чёрный король · f8 чёрный слон · g8 чёрный конь · h8 чёрная ладья · a7 чёрная пешка · b7 чёрная пешка · c7 чёрная пешка · f7 чёрная пешка · h7 чёрная пешка · d6 чёрная пешка · d4 белая пешка · e4 белая пешка · f4 чёрная пешка · g4 чёрная пешка · h4 белая пешка · a2 белая пешка · b2 белая пешка · c2 белая пешка · g2 белая пешка · a1 белая ладья · b1 белый конь · c1 белый слон · d1 белый ферзь · e1 белый король · f1 белый слон · g1 белый конь · h1 белая ладья | a8 чёрная ладья · b8 чёрный конь · c8 чёрный слон · d8 чёрный ферзь · e8 чёрный король · f8 чёрный слон · g8 чёрный конь · h8 чёрная ладья · a7 чёрная пешка · b7 чёрная пешка · c7 чёрная пешка · f7 чёрная пешка · h7 чёрная пешка · d6 чёрная пешка · d4 белая пешка · e4 белая пешка · f4 чёрная пешка · g4 чёрная пешка · h4 белая пешка · a2 белая пешка · b2 белая пешка · c2 белая пешка · g2 белая пешка · a1 белая ладья · b1 белый конь · c1 белый слон · d1 белый ферзь · e1 белый король · f1 белый слон · g1 белый конь · h1 белая ладья | 1 |
|   | a | b | c | d | e | f | g | h |   |

### Классическое продолжение
- 4. d2-d4 g7-g5 5. h2-h4 g5-g4 6. Кf3-g1 (см. диаграмму № 2)
  - 6. …Кg8-f6
  - 6. …Сf8-h6
  - 6. …Сf8-e7
  - 6. …Сf8-g7
  - 6. …f4-f3
  - 6. …Фd8-f6

### Другие варианты
- 4. d2-d3 g7-g5 5. h2-h4 g5-g4 6. Кf3-d4 Сf8-g7 — с равной игрой.
- 4. b2-b3 Сf8-e7 5. Сc1-b2 Сe7-h4+
  - 6. Крe1-e2 Сh4-f6
  - 6. g2-g3 f4:g3 7. h2:g3 Сh4:g3+ Крe1-e2 8. Сg3-e5 — с преимуществом у чёрных.
- 4. Кb1-c3 g7-g5 5. h2-h4 g5-g4 6. Кf3-g5 f7-f6! 7. Кg5-h3 Сf8-h6!
  - 8. Сf1-c4 g4:h3 9. Фd1-h5+ Крe8-d7 10. Фh5-e5+ Крd7-e7 11. Кc3-d5+ Крe7-f8
  - 8. Кh3-f2 f6-f5! 9. e4:f5 Фd8-e7+ 10. Фd1-e2 Kg8-f6 — с преимуществом у чёрных.
- 4. Сf1-c4 h7-h6!

## Примерная партия
- Дьюри — Дженсен, 1975[1]

1. e2-e4 e7-e5 2. f2-f4 e5:f4 3. Кg1-f3 d7-d6 4. d2-d4 g7-g5 5. h2-h4 g5-g4 6. Кf3-g1 Сf8-h6 7. Кb1-c3 Кg8-f6 8. Кg1-e2 g4-g3 9. Кe2:f4 Кf6-g4 10. Кf4-h3 Фd8:h4 11. Фd1-f3 Кg4-f2 12. Лh1-g1 Сc8-g4 13. Фh3:g3 Фh4:g3 14. Кc3-e2 Кf2-d3++ 15. Крe1-d1 Фg3-e1х